# Котова, Елена Викторовна
Елена Викторовна Ко́това (род. 21 ноября 1954, Москва) — российский экономист и публицист, фигурант коррупционного скандала. По первому образованию международный финансист, кандидат экономических наук, с 1994 по 2010 год занимала топ-позиции в банковском секторе России, США и Европы.

## Биография
Окончила экономический факультет МГУ. В 1980 году получила ученую степень кандидата экономических наук. В 1982-89 гг. работала научным сотрудником Института востоковедения АН СССР в области социально-экономического развития стран Азии, международных финансовых отношений. Автор двух и соавтор более 10 научных монографий, более 50 статей по проблемам международных финансов.
В 1989 году была ответственным секретарём Межрегиональной группы народных депутатов СССР. В 1990 году избрана депутатом Моссовета от движения «ДемРоссия» и стала Председателем постоянной комиссии по экономической политике и предпринимательству, членом Президиума Моссовета.
В 1991—1992 годы — председатель Комитета по управлению имуществом г. Москвы и приватизации муниципальной собственности.
С 1993 работала советником исполнительного директора от Российской Федерации Международного валютного фонда. В 1994—1997 гг. являлась руководителем проектов во Всемирном банке, работала в Казахстане, Киргизии, Словении, России.
С 1998 по 1999 год — заместитель Председателя Внешэкономбанка (ВЭБ), Москва.
С 9 апреля 1999 года по 2000 год — первый вице-президент Мост-Банка.
В 2000—2001 годы занимала пост заместителя председателя Московского банка реконструкции и развития (МБРР), в 2001 году возвращается во Внешэкономбанк. С 2002 по 2005 год — вице-президент Внешторгбанка (ВТБ), отвечает за сделки по прямому вхождению в капитал (Частные капиталовложения).
С 2005 года Елена Котова занимала пост исполнительного директора ЕБРР от РФ, Беларуси, Таджикистана. Участвовала в коллегиальном принятии решений по стратегии, бизнес-планам, продуктам и отдельным проектам Банка, работала в финансовом комитете (управление рисками, операционные политики), модерировала диалог ЕБРР с Правительством РФ и частным сектором. Летом 2010 года ЕБРР провел собственными силами внутреннее расследование в отношении Е. Котовой, которое выявило нарушения кодекса корпоративной этики. Премьер-министр России Владимир Путин 9 декабря 2010 года освободил Елену Котову от должности директора от России в совете директоров ЕБРР (Распоряжение от 9 декабря N2231-р).
В феврале 2011 Следственным Комитетом МВД РФ в отношении Елены Котовой возбуждено уголовное дело. В январе 2013 г. Котовой было предъявлено обвинение в попытке коммерческого подкупа: по версии следствия, за принятие положительного решения о выдаче зарубежной фирме кредита в размере 95 миллионов долларов Котова хотела получить от неё 1 млн 425 тыс. долл. в качестве вознаграждения.  В марте 2013 г. Котова представила суду документы о наличии психического заболевания и была направлена на судебно-психиатрическую экспертизу.
В 2014 году Симоновский суд Москвы приговорил Елену Котову к условному сроку лишения свободы по ст. 30, ч.1, ст. 204, ч. 4 п. «б» за «приготовление к получению коммерческого подкупа». Решением Мосгорсуда в сентябре 2014 года Елена Котова освобождена от отбывания наказания по амнистии до вступления приговора в силу, что аннулировало её судимость.
В настоящее время Елена Котова — писатель, публицист, колумнист изданий «Сноб», «Русский пионер» и других СМИ, опубликовала 7 романов. По собственному утверждению, зарабатывает на жизнь дизайном элитных квартир.

### Труды по экономике
- Котова Е. В. Проблемы импорта ссудного капитала развивающимися странами Азии в условиях борьбы за новый международный экономический порядок: Автореф. дис. на соиск. учен. степ. канд. экон. наук (08.00.14). — Москва. МГУ им. М. В. Ломоносова, Экон. фак.: «Наука», 1980. — 24 с.,
- Котова Е. В. Международный кредит и экономическое развитие освободившихся стран Азии. — Москва. АН СССР, Ин-т востоковедения.: «Наука», 1983. — 165 с.[18]
- Котова Е. В. Процессы монополизации в экономике стран Востока. — Москва. АН СССР, Ин-т востоковедения.: «Наука», 1990. — 241 с. — ISBN 5-02-016508-5.
- Котова Е. В. Проблемы промышленного развития в государственных стратегиях (на примере стран и территорий Юго-Восточной Азии и Дальнего Востока) / Освободившиеся страны Азии: Тенденции экономического развития: [Сборник статей]. М.: Наука. Главная редакция восточной литературы, 1987.
- Котова Е. В. Формирование и развитие национального монополистического капитала в развивающихся странах Азии / Освободившиеся страны Азии: Тенденции экономического развития: [Сборник статей] / Институт востоковедения АН СССР ; Под ред. А. И. Динкевича. — М. : Наука. Главная редакция восточной литературы, 1987. — 261 с., с. 157—174.

Научно-популярные
- Елена Котова. Откуда берутся деньги, Карл? Природа богатства и причины бедности. — М.: Альпина Паблишер, 2018. — 340 p. — ISBN 978-5-9614-6573-0.

### Романы
- Котова Елена. Легко! — М.: «АСТ», 2011. — 352 с. — ISBN 978-5-17-074593-7.
- Котова Елена. Третье яблоко Ньютона. — М.: «АСТ», 2012. — 352 с. — ISBN 978-5-271-41958-4.
- Котова Елена. Акционерное общество женщин. — М.: «АСТ», 2012. — 352 с. — ISBN 978-5-17-077080-9.
- Котова Елена. Период полураспада. — М.: «Вече», 2015. — 352 с. — ISBN 978-5-4444-2639-5.
- Котова Елена. Кодекс бесчестия. — М.: «Вече», 2015. — 352 с. — ISBN 978-5-4444-3733-9.
- Котова Елена. Повесть «Кащенко! Записки не сумасшедшего». М.: «Вече», 2015. — 256 с. — ISBN 978-5-4444-3256-3.
- Котова Елена. Повесть «Провокация. Роман с примечаниями». М.: «Вече», 2016. — 320 с. — ISBN 978-5-4444-3626-4.

### Публицистика
- Елена Котова. Испытание на прочность. Политическая география // Литературная газета.
- Елена Котова. На российский бизнес повесили огромное негативное облако // Новая газета.
- Признак призрака. Иногда представление о кризисе опасней самого кризиса, считает известный экономист Елена Котова // Журнал «Огонёк», № 39(5201), 3.10.2011.
- Елена Котова: предвещает ли прокатившаяся по миру протестная волна закат капитализма // Журнал «Огонёк», № 42(5201), 24.10.2011.
- Экономист Елена Котова: «В России есть прогрессивная шкала взяток» // Комсомольская правда.
- Елена Котова. Газ и немножко прав человека // Однако. № 26(90). 2.08.2011
- Елена Котова. «Банкиры, актеры, миссионеры. Как работают мировые финансовые институты: взгляд изнутри» // Русский репортёр. № 11, 22.03.2012.
- Елена Котова. Оставьте мне мою болезнь // Русский пионер.
- Елена Котова. Варя. Мэтью. Брюсов // Русский пионер.
- Елена Котова. Пять недель одного месяца. // Русский пионер. № 6 (24). декабрь 2011-январь 2012, с. 70
- Елена Котова. «В одном жанре, как и в одной профессии, долго работать просто не интересно». Университетская книга, 08.04.2015
- «На главной сцене выбирали свободу», Михаил Визель, 26.06.2015
- «Авентин и Сигизмунда», журнал Русский Пионер, 10.04.2015
- Наши дети — не крысы!, "СНОБ", 29.10.2015
- Как хотим, так и кончаем!", «СНОБ», 09.11.2015
- Лафа закончилась, забудьте!, «СНОБ», 29.01.2016
- «Тату носят только шлюхи», "СНОБ", 02.03.2016
- Почему Россия не Германия, «СНОБ», 06.05.2016
- Там где стояла Москва, «СНОБ», 17.05.2016
- «Вы и убили-с», «СНОБ», 22.06.2016
- Берлин: импровизация урбанистики, "МОСЛЕНТА", 01.08.2016
- Свобода, с которой не справиться, "LIFE.RU", 12.12.2016
- Этот ребенок испортился. Принесите другого!, "СНОБ", 01.08.17